# Observatori Blanquerna de Comunicació, Religió i Cultura
L'Observatori Blanquerna de Comunicació, Religió i Cultura és un espai interdisciplinar d'investigació i divulgació del fenomen religiós que es va presentar el febrer del 2012 a la Facultat de Comunicación Blanquerna de la Universitat Ramon Llull de Barcelona. Des del seu inici dirigeix l'observatori la professora Miriam Díez Bosch.
L'entitat es va crear per a ser un punt de referència de l'estudi de les religions en relació amb la comunicació i la cultura. Entre els projectes endegats hi ha el de fer una gran base de dades per trobar informació de totes les religions, impulsar l'anàlisi del tractament que fan els mitjans de comunicació de les religions i oferir formació en aquest àmbit a través, per exemple, d'un postgrau sobre aquesta matèria. Entre altres iniciatives, lidera el projecte europeu Religion in the Shaping of Europaan Cultural Identity (la religió en la construcció de la identitat cultural europea) en col·laboració amb la Universitat d'Edimburg, la Fundació Sigtuna de Suècia i el Museu del Cristianisme de Sticna, a Eslovènia; i treballa en un mapa interactiu dels missioners catalans.

### Càtedra sobre Llibertat Religiosa i de Consciència
En el marc de l'Observatori Blanquerna de Comunicació Religió i Cultura, la Fundació Blanquerna impulsà la creació de la primera Càtedra sobre Llibertat Religiosa i de Consciència a Catalunya, a gener de 2021. Aquesta neix a partir d'una convocatòria competitiva de la Direcció General d'Afers Religiosos del Departament de Justícia de la Generalitat de Catalunya, instaurada el 30 de novembre de 2020, dia en què el Diari Oficial De la Generalitat de Catalunya publicà les bases reguladores. La Fundació Blanquerna hi participà i assolí la puntuació més elevada. Així doncs, la Càtedra sobre Llibertat Religiosa i de Consciència està liderada pel Dr. Eduard Ibáñez, director de Justícia i Pau, i la Dra. Míriam Díez Bosch, directora de l'Observatori i vicedegana de recerca, postgrau i relacions internacionals de la Facultat de Comunicació i Relacions Internacionals Blanquerna-URL, i es proposa apropar a la ciutadania el reconeixement i l'abast del dret fonamental a la llibertat religiosa així com el principi de no discriminació per motius religiosos. Les principals accions se centren tant en la recerca com en la divulgació i sensibilització sobre l'esmentat dret.

## Publicacions
- Media, Religion and the Digital Age. Barcelona: Tripodos núm. 35, 2014.
- On Blasphemy. Barcelona: Blanquerna Observatory on Media, Religion and Culture, 2015.
- Media, Religion and Gender. Blanquerna Observatory on Media, Religion and Culture, 2015.
- Catholic Communities Online. Blanquerna Observatory on Media, Religion and Culture, 2015.
- Negotiating Religious Visibility in Digital Media. Blanquerna Observatory on Media, Religion and Culture, 2015.
- Atheism and Literature in Europe. Blanquerna Observatory on Media, Religion and Culture, 2016.
- Young People, Religions and Technology in Catalonia. Blanquerna Observatory on Media, Religion and Culture, 2016.
- Gómez Olmos. A. Comunicar a Dios en 140 tuits. Blanquerna Observatory on Media, Religion and Culture, 2016.

## Articles
- Díez Bosch, M., Sànchez Torrents, J. "Google lo tiene todo pero no me sirve". Proceedings of of the Professional Seminar for Church Communication Offices, pp. 425–436.

## Mencions
- "S'ha preocupat per la corrupció política, eclesial i moral". Diari de Girona [1]
- "Religion goes Online, un nuevo espacio para todas las confesiones". Religión Digital [2]
- "Míriam Díez: 'Ens mou saber si les religions troben un aliat o una amenaça en les noves tecnologies". Catalunya Religió [3]
- "La Blanquerna (URL) crea l'Observatori sobre Comunicació, Religió i Cultura". Aldia.cat [4]

## Audiovisual
- "Església católica". El Color de la Diversitat, ETV
- "Religió i comunicació". Signes del temps, TV3 [2]
- "El Islam hoy". Cruzando Fronteras con Fernando Cordero [3]
- "Entrevista a Miriam Díez, directora de l'Observatori Blanquerna de Comunicació, Religió i Cultura". Flama [4]